# Олесниця-Мала
Олесниця-Мала (пол. Oleśnica Mała, нім. Klein Öls) — село в Польщі, у гміні Олава Олавського повіту Нижньосілезького воєводства.
Населення — 451 особа (2011).
У 1975-1998 роках село належало до Вроцлавського воєводства.

## Демографія
Демографічна структура станом на 31 березня 2011 року:
|          | Загалом | Допрацездатний вік | Працездатний вік | Постпрацездатний вік |
| -------- | ------- | ------------------ | ---------------- | -------------------- |
| Чоловіки | 218     | 38                 | 168              | 12                   |
| Жінки    | 233     | 44                 | 137              | 52                   |
| Разом    | 451     | 82                 | 305              | 64                   |